# Viļaka
Viļaka (en alemany: Berghof) és un poble de Letònia situat al municipi de Viļaka, es troba a 28 km de Balvi i a 246 km de la capital Riga.

## Història
L'Arquebisbat de Riga va construir el 1342 un castell de fusta, el qual va ser reconstruït com una fortalesa de pedra cap al 1516. El castell va ser destruït el 1702 durant la Gran Guerra del Nord. Els murs exteriors, dels que queden només fragments, són 1,6 metres de gruix i de fins a 2 metres d'alçada. Està situat al costat de la població de Viļaka en una illa del llac de Viļaka.